# Бер, Николай Иванович
Николай Иванович Бер (8 [20] мая 1803, Кашира, Тульская губерния — 1878, Строевское, Путятинский район) — русский врач, балтийский немец по происхождению, крупный рязанский помещик.

## Биография
9 мая 1803 года крещён в Успенской церкви Каширы. Восприемники: «села Тапканова помещик Иван Петрович Аничков и своячиня [сестра жены] Г. лекаря Бера девица Афимья Дмитриева» (Максимова Афимья Дмитриевна).
15 марта 1814 года поступил в Московскую губернскую гимназию. Учась в ней, имел лучшие результаты по закону Божию, словесности, истории, языкам и естественным наукам (география и естественная история), и посредственные — по математике и физике.
26 октября 1817 года десяти лет внесён вместе с отцом и братьями в Дворянскую родословную книгу Тульской губернии (3 часть).
27 октября 1820 поступил на медицинский факультет Московского университета; по сдаче экзамена на звание лекаря поступил для практики в Московский военный госпиталь 8 мая 1824 (утвержден в звании лекаря 19 августа 1824).
28 июня 1831 года произведён в Старшие лекари.
4 сентября 1833 года «за отличную усердную службу в течение войны с польскими мятежниками пожалован в Коллежские Асессоры» (VIII класс).
6 марта 1834 года «по прошении от службы уволен».
8 октября 1834 года «определён в Московскую Мариинскую больницу ординатором». В Москве он лечил Надежду Михайловну Протасьеву, на которой впоследствии женился. Мариинская больница для бедных находилась недалеко от Арбата, где у Протасьевых было два дома.
Мемуары семьи Бер предлагают более романтическую версию событий: «Будучи врачом лейб-гвардии Гусарского полка, он встретил Надежду Михайловну, богатую и интересную девушку из старой родовитой семьи. Молодые люди понравились друг другу, и Николай Иванович сделал ей предложение. Но её родители не согласились, чтобы их дочь стала женой доктора, которые в то время считались разночинцами. С помощью товарищей, офицеров полка, Николай Иванович увёз Надежду Михайловну из дома. Тройка умчала влюбленных и они обвенчались. Сначала молодые поселились в имении Мешково, принадлежавшем Берам (в Саратовской губернии). Через некоторое время родители простили дочь и дали ей своё благословение». И. И. Курбатов уточняет: «Родители молодой жены негодовали главным образом за то, что он, врач, осмелился увезти их дочь; он — такое ничтожество в обществе, а они — гордые, родовитые дворяне. Молодым было отказано от дома и на прокормление им дано подмосковное имение Медведево, на доходы с которого они и жили»
В 1835 году «находится в Главном Лазарете в Армии».
7 сентября 1836 года «по прошении уволен».
10 октября 1838 года определён в Канцелярию Саратовского Военного Губернатора и Саратовского гражданского губернатора.
22 декабря 1838 года «уволен от службы по медицинской части».
12 января 1839 года «определён исправляющим должность Саратовского окружного начальника Государственных Имуществ». Утверждённый в должности 9 марта 1839 года, Николай Иванович попадает в подчинение Управляющему Саратовской палаты Госимуществ Андрею Михайловичу Фадееву, который в дальнейшем, в 1841—1846 годах будет Саратовским губернатором.
9 мая 1839 года переведён в надворные советники (VII класс).
31 октября 1840 года «переведен в Петровский округ к таковой же должности».
В 1840 году получил от министра госимуществ благодарность «за возвышение дохода с оброчных мирских статей».
5 мая 1842 года «от сей должности уволен».
19 апреля 1843 года «определен Непременным Членом Саратовского Приказа Общественного Призрения».
С 11 мая 1843 года — пожалован чином Коллежского советника (VI класс). Остается Непременным Членом Саратовского Приказа Общественного Призрения.
1843—1845 годы — в Адрес-Календаре указан как Окружной Начальник (последний в списке штата) Земского Суда г. Аткарск Саратовской губернии. Коллежский асессор.
10 января 1844 года утверждён членом Саратовского Попечительского комитета о тюрьмах.
Фадеев, Андрей Михайлович о назначении Бера на эту должность: «…лучший и благонамереннейший чиновник, человек вполне порядочный и деловой, с хорошим состоянием, который вступил в должность единственно по доброму расположению ко мне, для того, чтобы поправить богоугодные заведения, находившиеся до тех пор в самом дурном состоянии».
18 сентября 1845 года произведён в коллежские советники со старшинством.
3 мая 1846 года определён членом Саратовского комитета о губернском коневодстве. Уволен по прошении через 5 дней, 8 мая 1846.

30.01.1847 внесен в 3 часть Дворянской родословной книги Саратовской губернии.

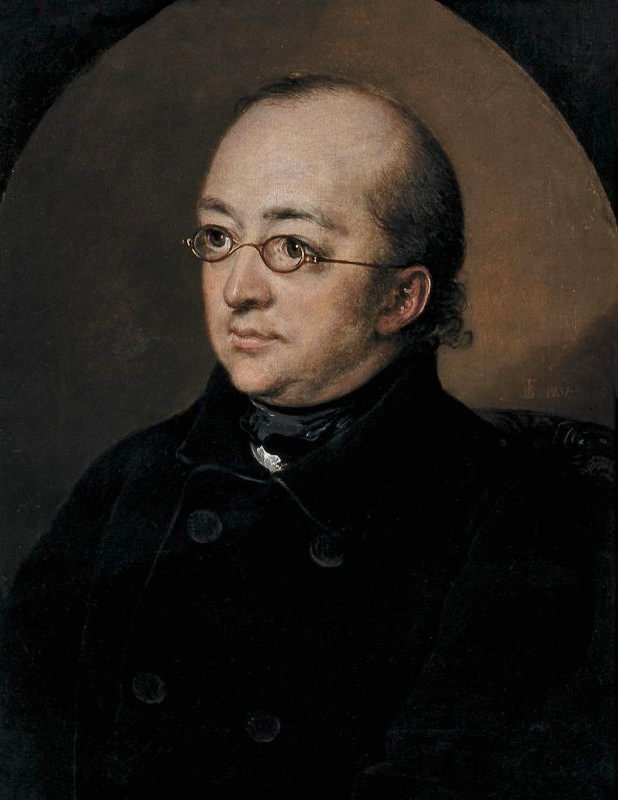
Тропинин В. А. Портрет Николая Ивановича Бер (1850 г.)

8 января 1848 года определён в Статские советники (V класс) со старшинством.
25 апреля 1848 года «определен непременным членом Саратовского Приказа Общественного Призрения».
22 августа 1848 года награждён знаком отличия беспорочной службы за 15 лет.
30 июня 1850 года вышел в отставку. С тех пор более нигде не служил.
9 марта 1851 года Высочайшим Указом ему и его брату пожалован «Дворянский герб во всех честных и пристойных случаях, в письмах, печатях, на домах и домовых вещах и везде, где честь их и другие обстоятельства того потребуют», и жалованная грамота о наследственном дворянстве.
1854 год — Адресный справочник жителей С-Петербурга указывает: «Бер Николай Иванович. Статский советник и кавалер. 4 ч[асть] 1 кв[артал] Д[ом] Соколова у Торгового моста, 12».
1862 год — внесён в Дворянскую родословную книгу Рязанской губернии с сыновьями Михаилом, Николаем и Виктором (3 часть).
1862—1864 годы — согласно документам из Рязанского архива проживает: СПб, Московская часть, 1-го Квартала, дом Академика Пеля, № 16. В Клировых ведомостях Рязанской губ. 1860-х гг. о Берах указано: «помещики, здесь не живут» .
В 1870-е годы жил в рязанском имении Строевское, где его навещал родственный с ним через сына Анатолия московский врач и владелец соседней Барановки Иван Ильич Курбатов. Он оставил воспоминания о болезни Николая Ивановича («грудная жаба» — острые сердечные приступы) и о культуре и быте его семьи.

## Семья
Жена:

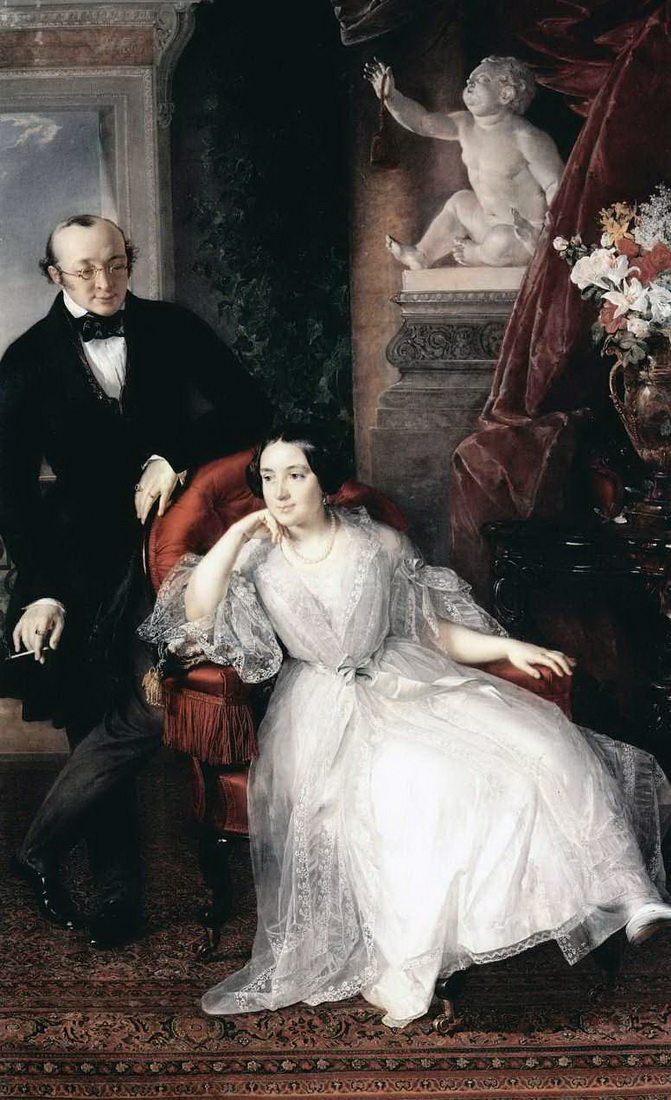
Тропинин В. А. Портрет Николая Ивановича и Надежды Михайловны Бер, 1850

Протасьева Надежда Михайловна (1814—01.06.1894, Строевское, похоронена в родовом склепе Голубец в стене церкви в Строевском). Дочь владельца имения при дер. Липовке и с. Строевском Сапожковского у. Рязанской губ. Михаила Федоровича Протасьева (1778―1848) (унтер—офицера Преображенского полка, статского советника с 1811) и его жены Елизаветы Петровны, урождённой Дубовицкой (1791―1847) .
В 1843 году в дополнение к отданным в приданое саратовским имениям, родители прикупили на имя дочери ещё деревню за 65 000 руб .
В 1844 году она владела лишь родовыми имениями в Саратовской губернии.
Согласно формулярному списку Николая Ивановича 1844 г., она владела «в Рождественском Сердобского у. муж. — 150, жен. — 140; в деревне Комалке (?) муж. — 99, жен. — 109 и в Саратовского у. селе Быковке муж. — 65, жен. — 53; всего — муж. 319, жен — 302 души».
Согласно же копии протокола Саратовского ДДС, она владела: «в Сердобском у. в с. Рождественское м.п. 109 душ и в Саратовском у. в с. Быковке м.п. 65, ж.п. 53 д., всего — м.п. 319, ж.п. 302 д.». Эти данные менее точны. 
В 1844 году её отец Михаил Фёдорович владел (получил по наследству и прикупил): в Рязанской губ. 450 душ, в Тамбовской — 1070 душ, в Московской, дер. Мешково — 40 душ.
В 1847 году все имения жены Николай Иванович указывает: «[исключительно] в Саратовской губ. 315 душ крестьян».
В 1861 году Надежда Михайловна Протасьева получает в наследство от умершего в 1860 году брата Фёдора Михайловича Протасьева имения: «при дер. Березовка и Дубовая Моршанского у. Тамбовской губ., с. Строевского с дер. Глебовым, Любуцкой, Макеево, Сергиевка Сапожковского у. Рязанской губ., сельца Богородицкое (Мешково тож), Подольского уезда Московской губ.». Полученное Строевское записывает на имя своего 14-летнего сына Анатолия, «который тут не живёт».
В 1862 году совместно с сестрой Екатериной Михайловной Романович владела, доставшимся в наследство от умершего в 1860 году брата Фёдора Михайловича Протасьева, имением Липовки Моршанского уезда Тамбовской губернии.
Всего на 1861 год она имела: в Саратовской губ. 316 душ и 1920 десятин, в Тамбовской — 186 душ, в Рязанской (селах Строевском, Хлебове, Макееве с деревнями) — 584 души, в Московской — 20 душ «и при них земли около 7000 десятин» .
Впоследствии получила в наследство также и Медведево (Московская губ.).
В 1877—1878 годах передаёт свою часть земель в Строевском брату Михаилу.
В 1877 году в Окладной книге Сапожковского уезда Рязанской губернии она названа женой статского советника.
12 августа 1878 года её поверенный, губернский секретарь Владимир Павлович Писарев, ходатайствовал о наследстве умершего двоюродного брата Фёдора Васильевича Протасьева. В результате хлопот ей достается четверть села (Протасьев) Угол (Остро-Пластиковской волости; в советское время Чучковского р-на) Сапожковского уезда Рязанской губернии, которую она передает сыну Николаю.
До 1890 года жила в Строевском со старшим сыном Михаилом. После его смерти переехала в Москву к сыну Виктору.
Дети:
- Михаил Николаевич (1841—1889), губернский секретарь Рязанской губернии;
- Николай Николаевич (1844—1904), штальмейстер высочайшего двора, тайный советник;
- Виктор Николаевич (1845—1901), егермейстер Двора Его Величества, Помощник Начальника Главного Управления Уделов, тайный советник;
- Анатолий Николаевич (1847—1915), городской судья г. Рязани, титулярный советник[Комм 1].

## Мемуары о нём
1838—1844 годы:
Живя в Саратовской губернии, Бер был близок с семьями дочерей Андрея Михайловича Фадеева (1789—1867) и его жены Елены Павловны Долгорукой (1789—1860); Елены Андреевны Фадеевой (1814—1842), известной писательницы, в замужестве Ган, и Екатерины Андреевны Фадеевой (1819—1898), супруги Юлия Федоровича Витте (отца Сергея Юльевича Витте). Дочь Елены Андреевны Ган, «юная и очаровательная Елена Ган», в замужестве Блаватская (1831—1891), часто гостила в деревне у Николая Ивановича, где её видел сосед Бера по деревне Быковка будущий отставной поручик и губернский предводитель дворянства Виктор Антонович Шомпулев.
1870-е годы:
Жил в рязанском имении Строевское, где его навещал родственный с ним через сына Анатолия московский врач и владелец соседней Барановки Иван Ильич Курбатов. Он оставил воспоминания о болезни Николая Ивановича («грудная жаба» — острые сердечные приступы) и о культуре и быте его семьи.
Курбатов И. И.: «[Николай Иванович]страдал такой болезнью, от которой мог умереть каждую минуту; петербургские врачи почему-то называли её pneumonia acutissima. Припадки её развивались вдруг, внезапно и достигали грозных пределов в течение 1-2-х минут; дыхание стеснялось, учащалось, являлся цианоз лица, терялось потом сознание, и он лишался возможности даже сидеть; спасало его лишь кровопускание, для производства которого был у него всегда особый человек, цирюльник, ловко выполнявший свою обязанность. Хотя вся процедура кровопускания производилась быстро, но во время особенно сильных приступов кровь приходилось выдавливать из вены в виде длинных сгустков. Когда однажды пришлось мне присутствовать при таком приступе, я был удивлён, почему петербургские врачи назвали болезнь острейшим воспалением лёгкого. Ничего не было здесь, что связано с понятием „воспаление“; явления были нервного свойства, по всей вероятности, происходило нарушение деятельности блуждающего нерва, а всю болезнь следовало бы назвать angina pectoris — грудная жаба или, пожалуй, cardialgia. По окончании припадка, когда больной приходил в своё нормальное состояние, у него начиналось обильнейшее отхаркивание мокроты в виде слабого желе розоватого цвета — желе из красной смородины, и при том ни следа обыкновенной мокроты, бывающей при воспалении лёгкого. Отхаркивание такой мокроты происходило чрезвычайно легко, без малейшего усилия со стороны больного, в течение двух суток, причём на второй день её было меньше, а в третий день он отхаркивал её глубокую тарелку верхом, потому что она не растекалась, а задерживалась как студень. При выслушивании груди на третий день всюду было чистое везикулярное дыхание, без малейших хрипов, при нормальном дыхании и нормальном пульсе».

## Дворянское дело (Департамент Герольдии Сената)

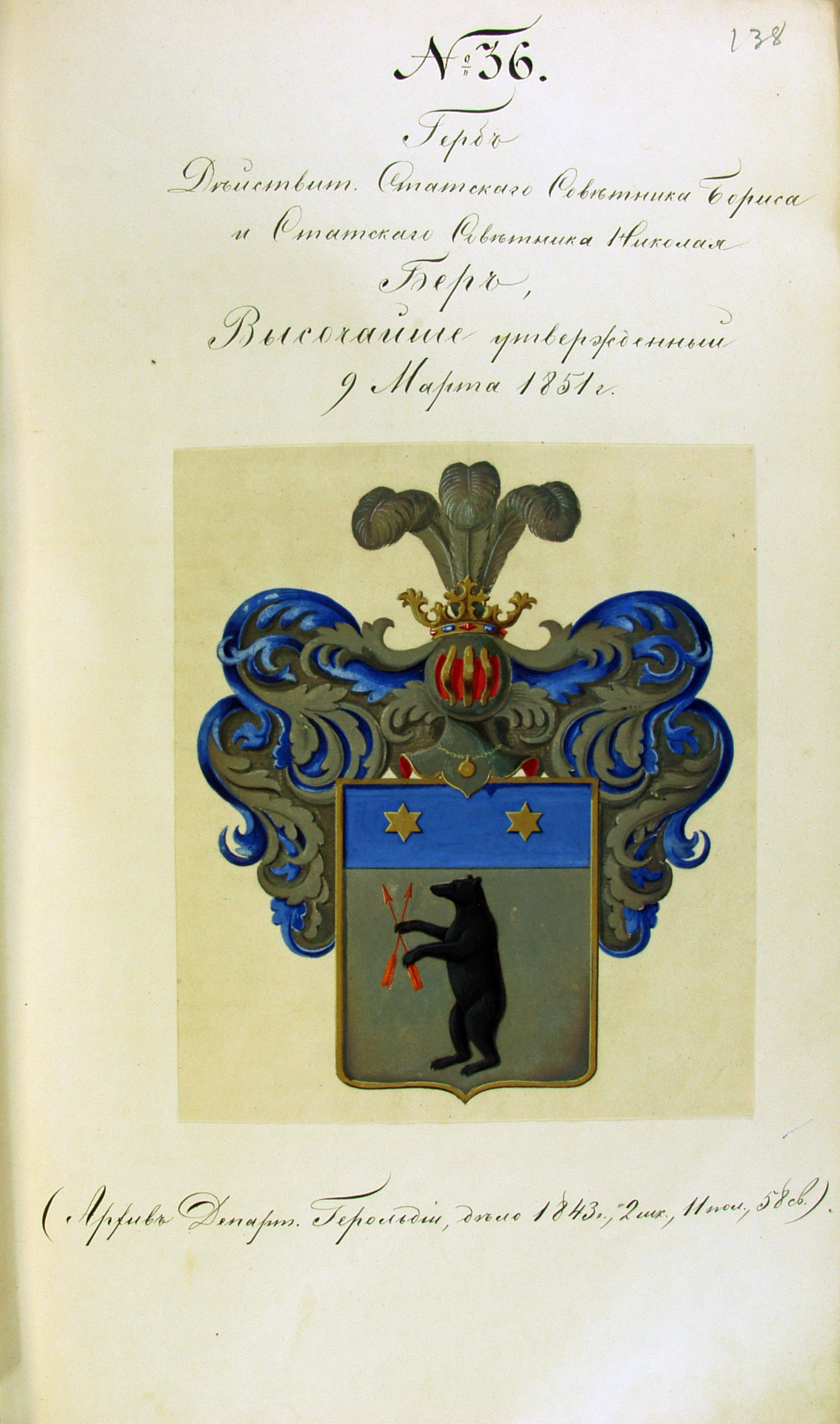
стр. 235
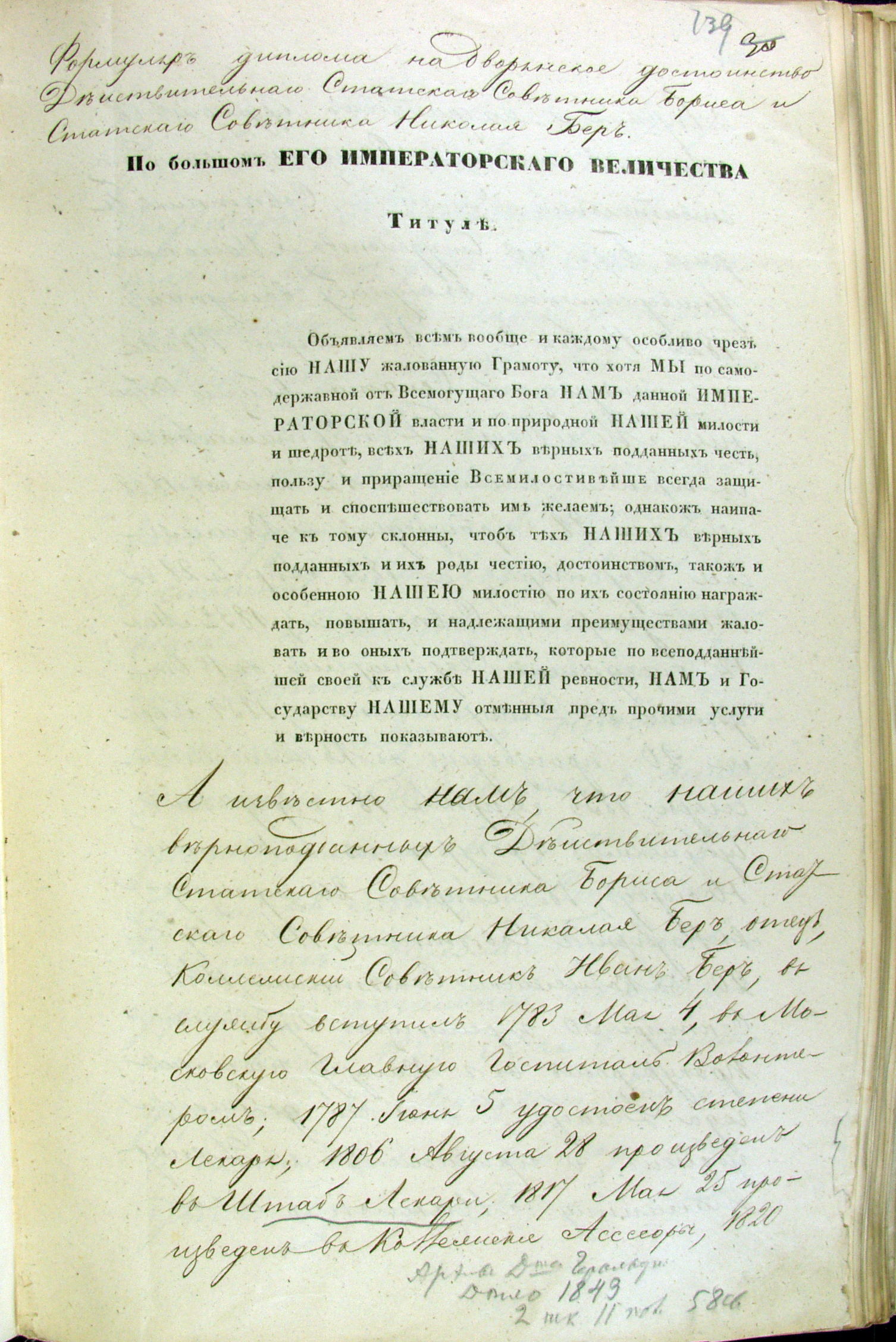
стр. 236
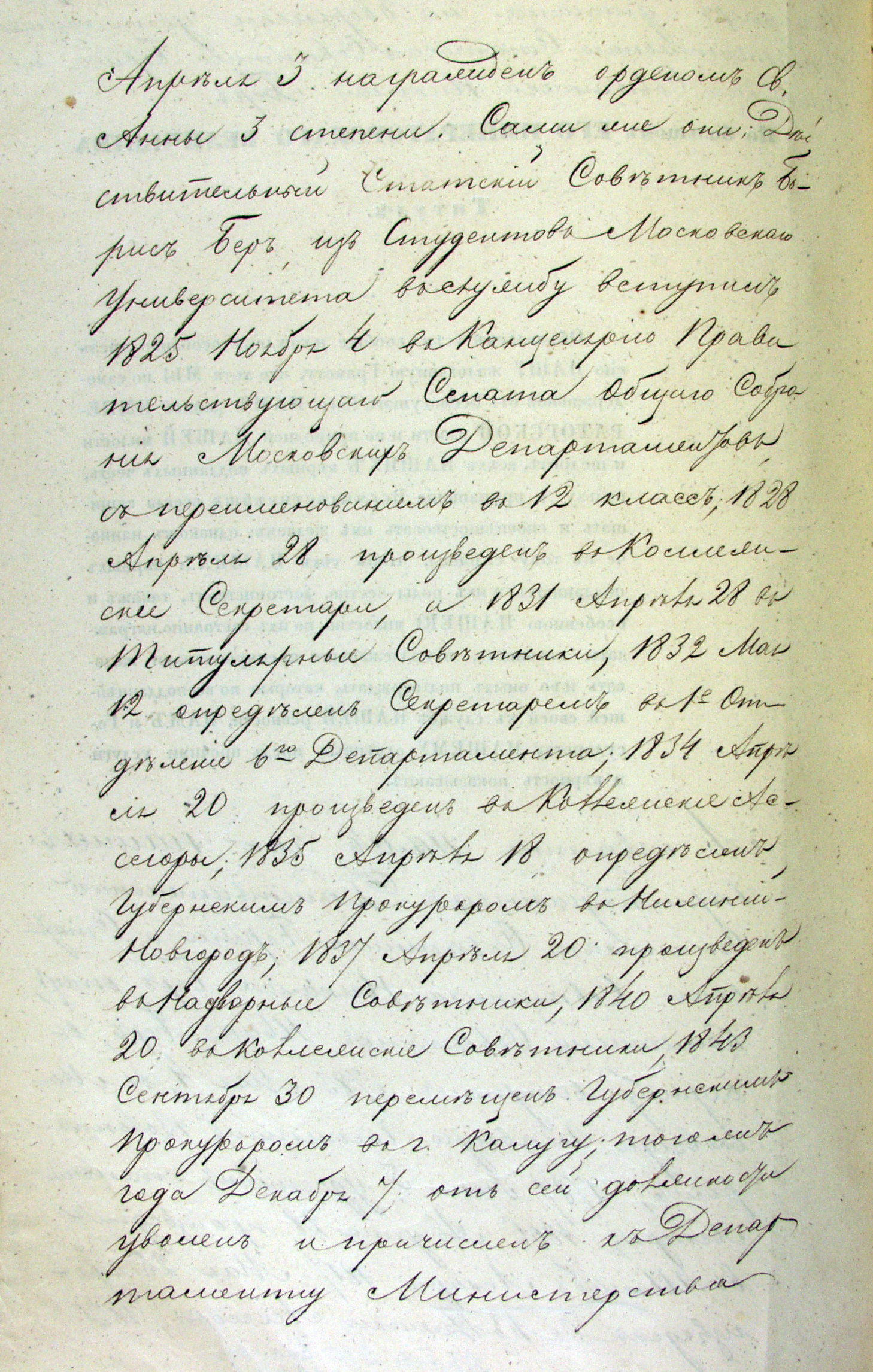
стр. 237
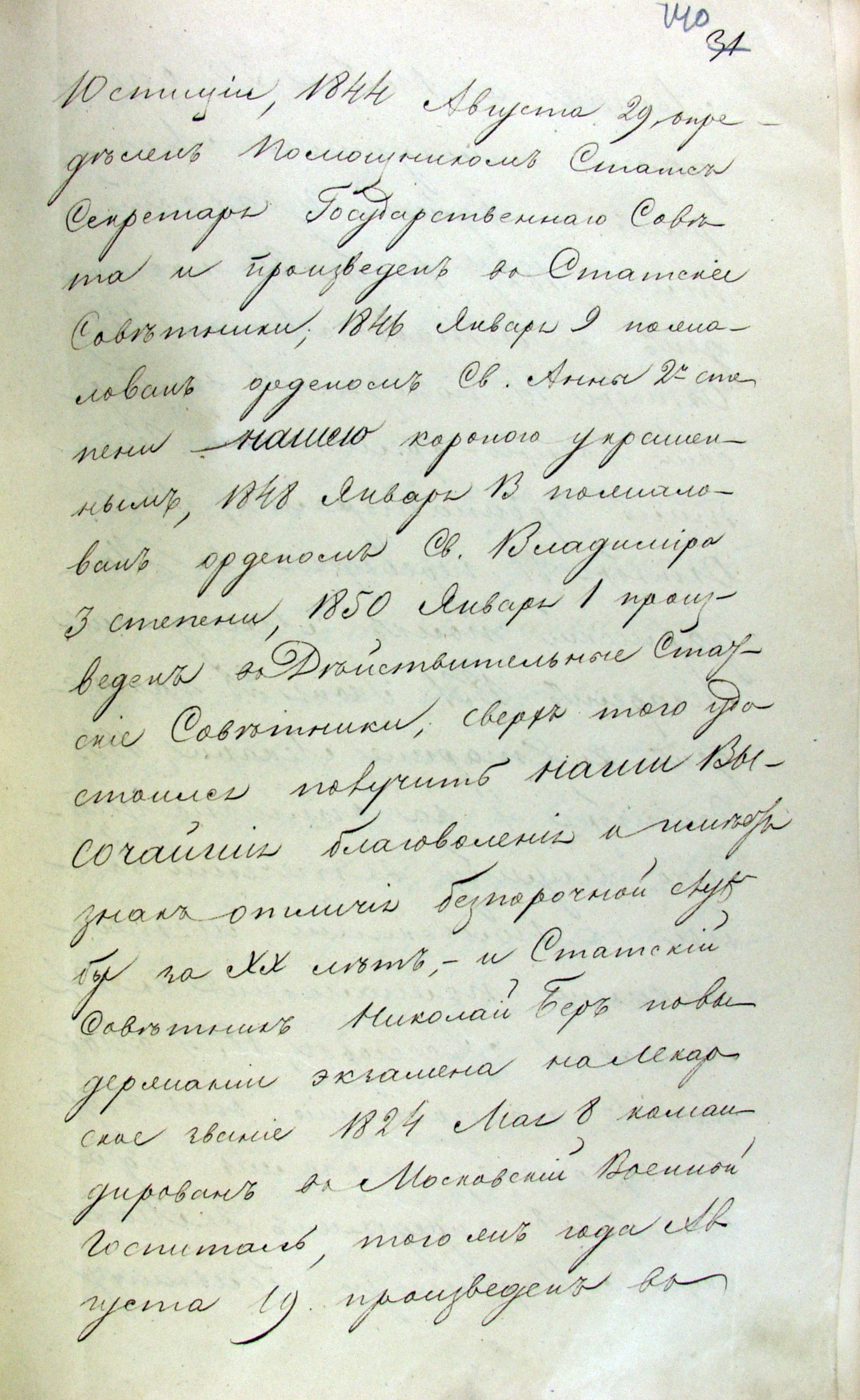
стр. 238
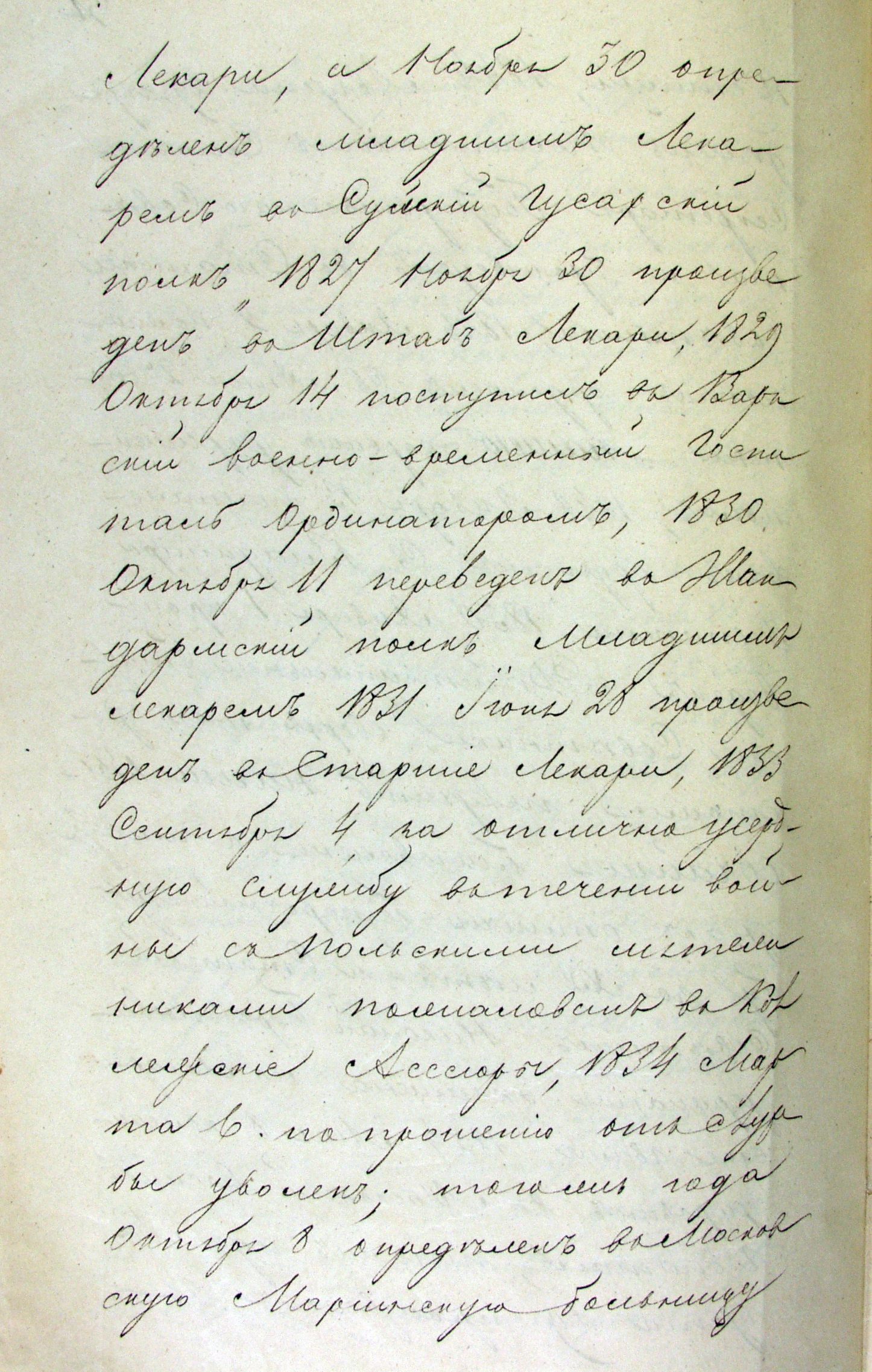
стр. 239
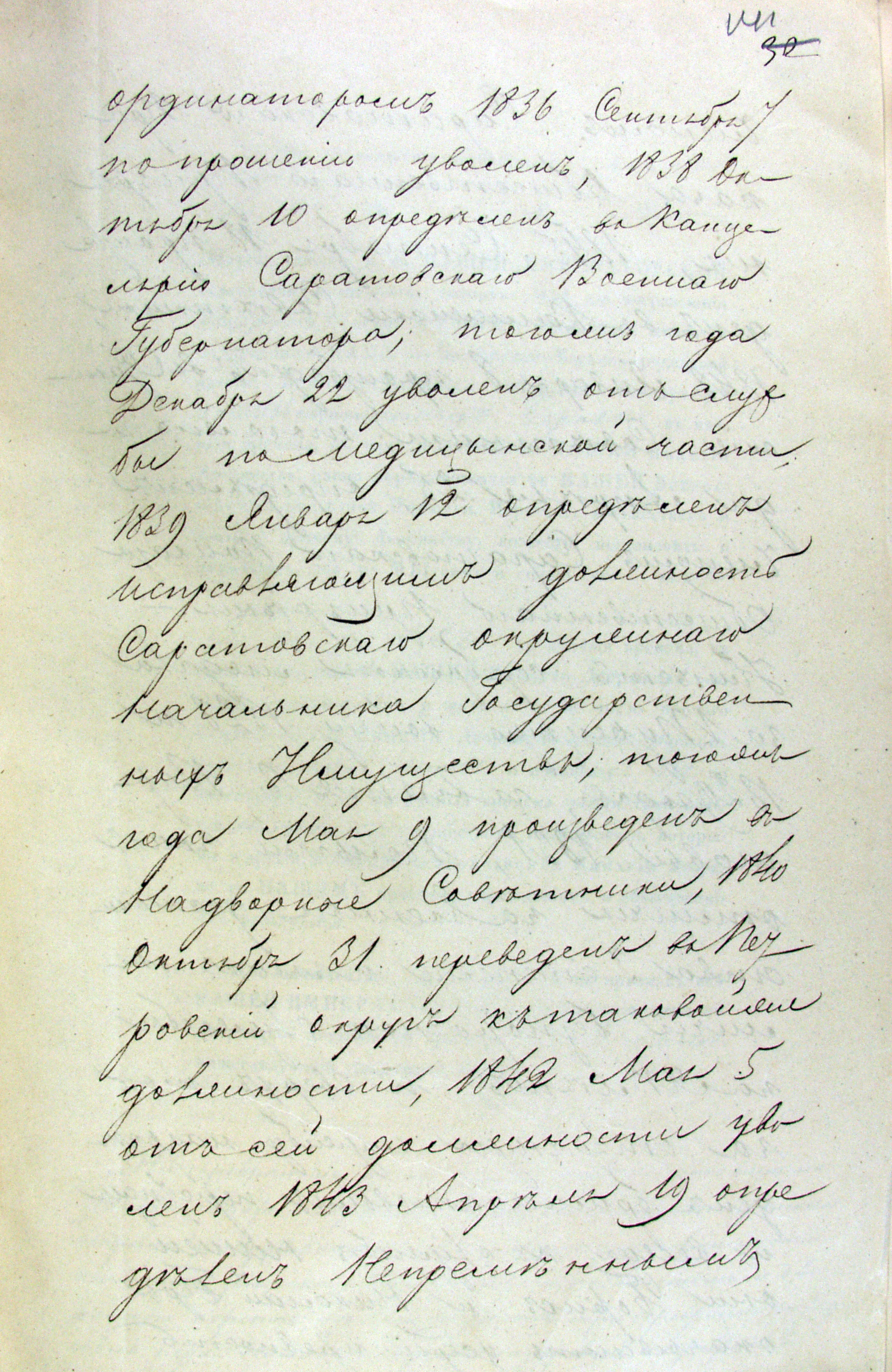
стр. 240
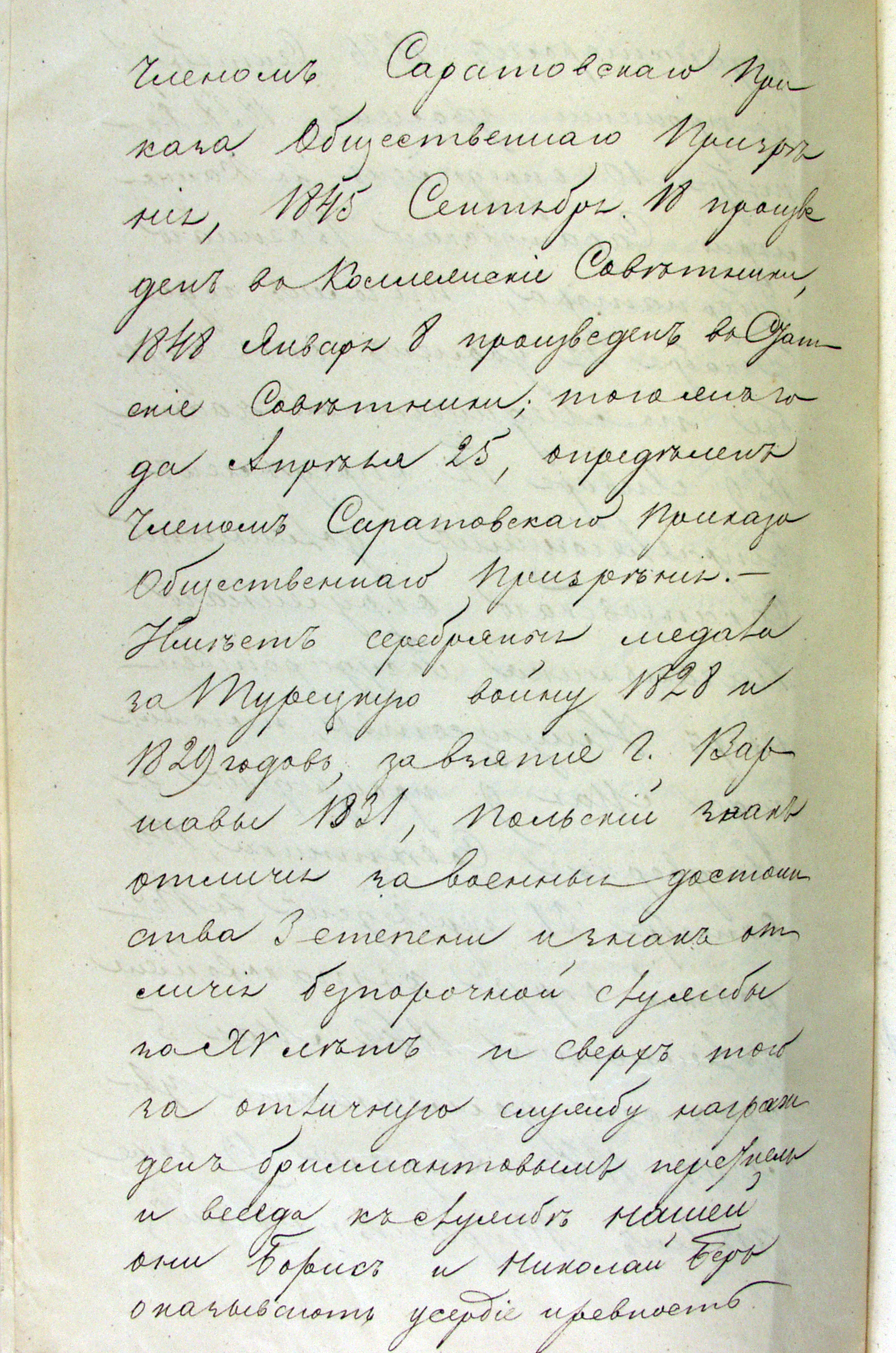
стр. 241
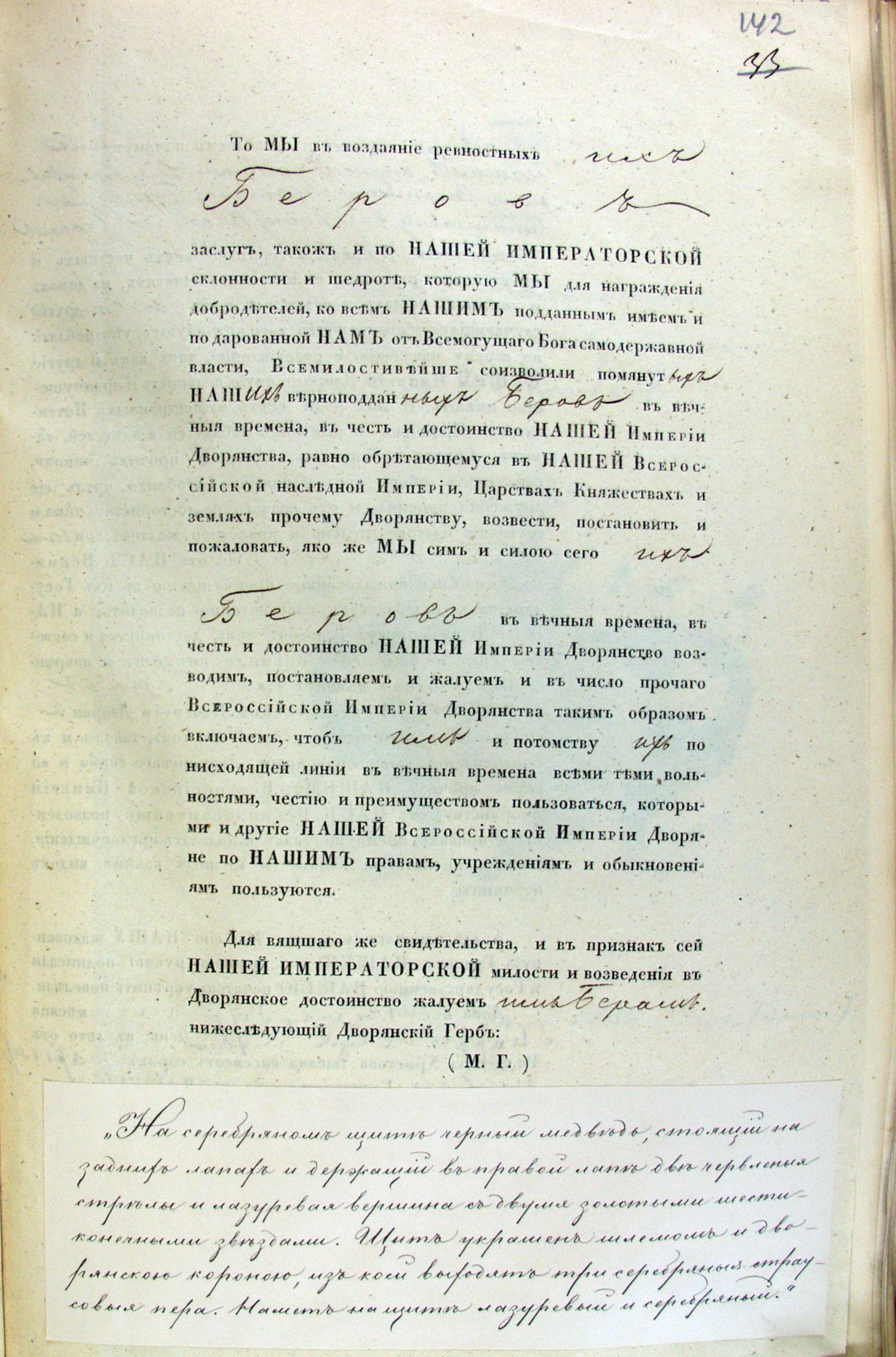
стр. 242
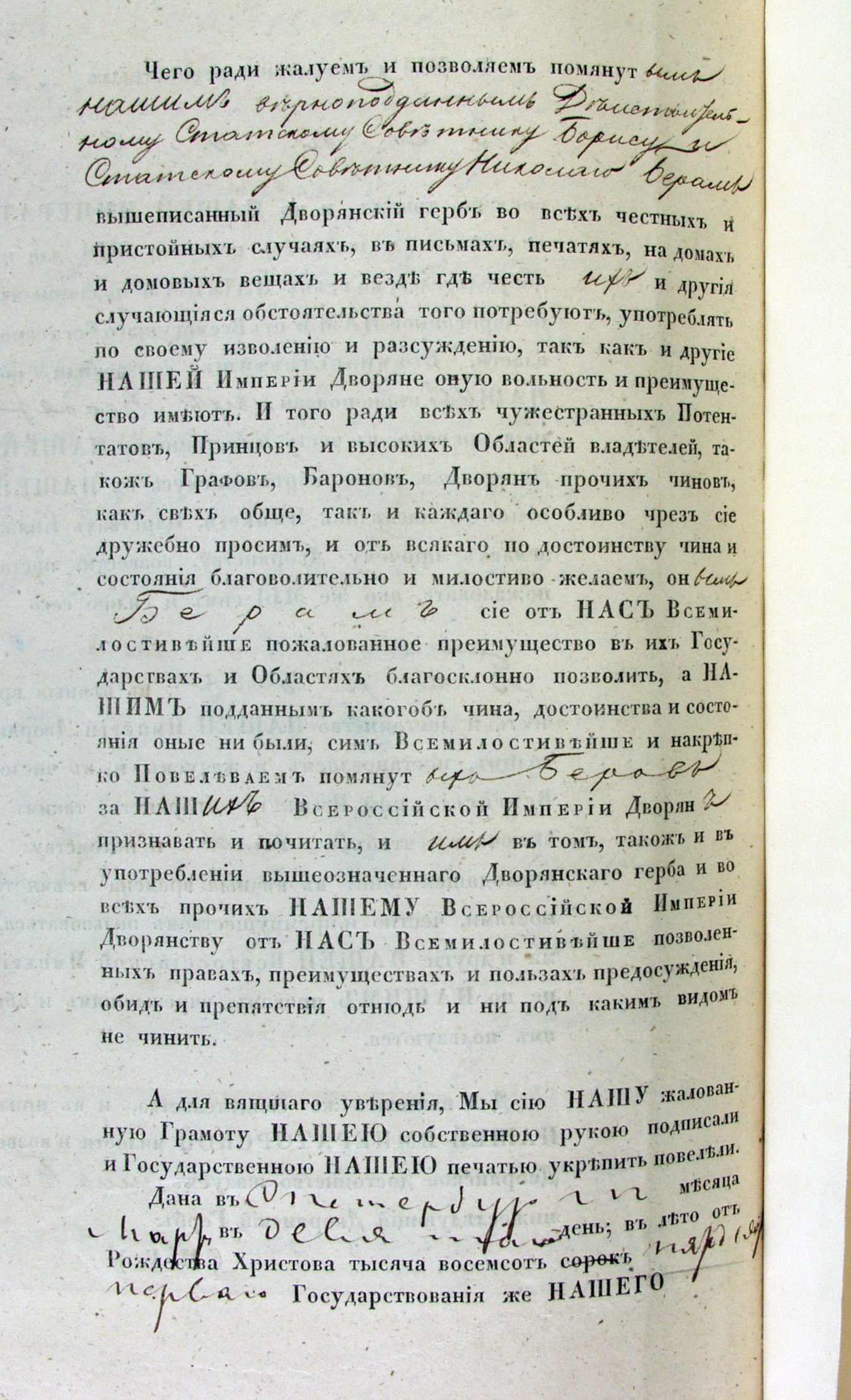
стр. 243

## Галерея

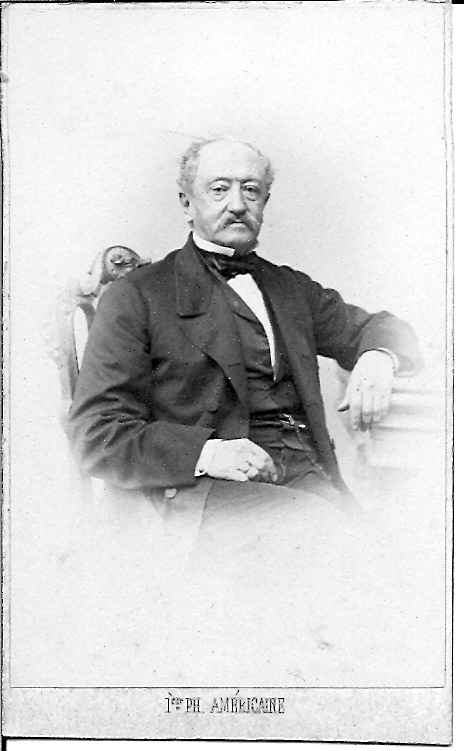
Портрет Николая Ивановича Бер (ок. 1870 года)
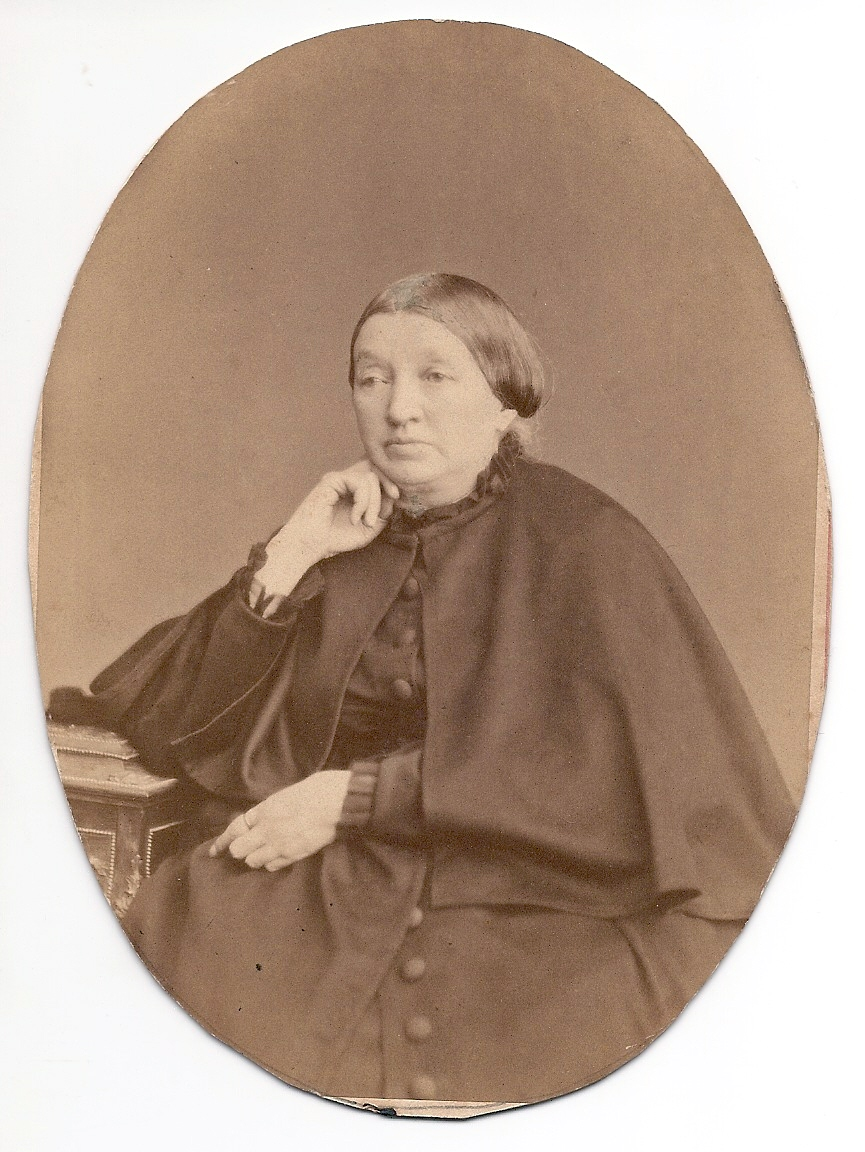
Портрет Надежды Михайловны Протасьевой (1870—1880-е годы)
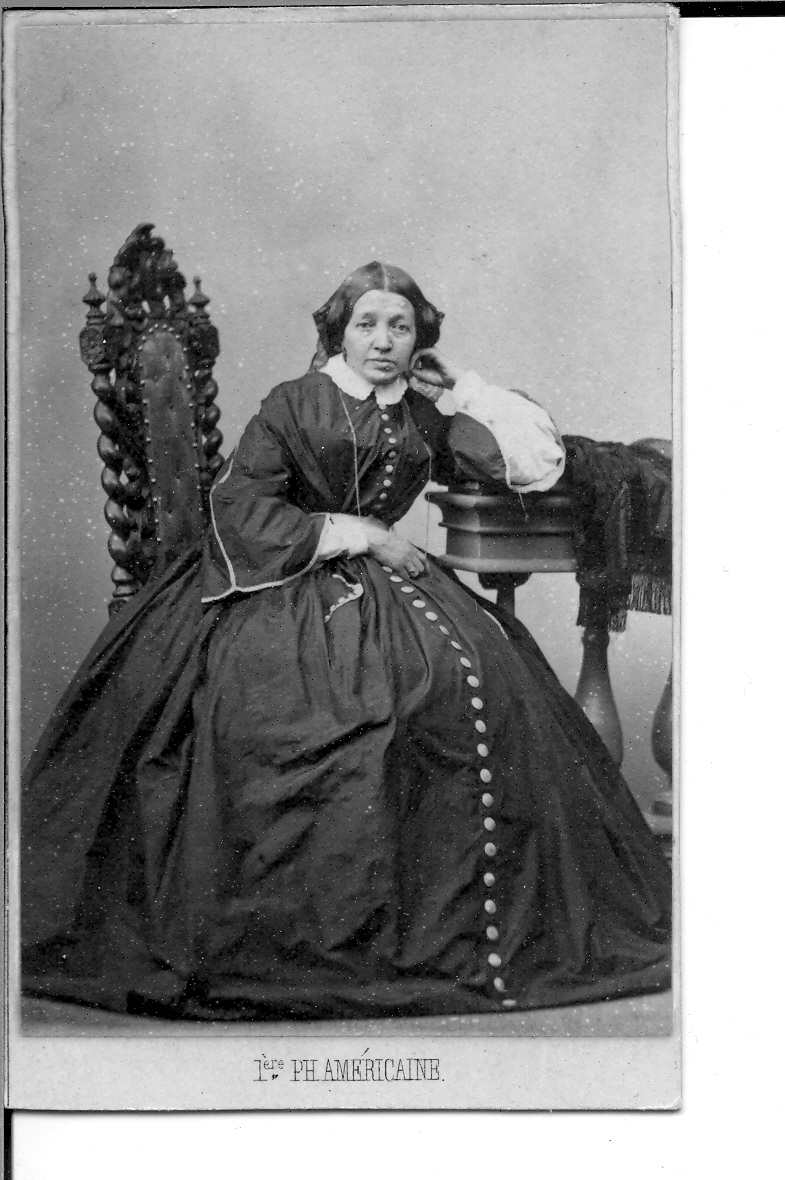
Портрет Надежды Михайловны Протасьевой (1870—1880-е годы)
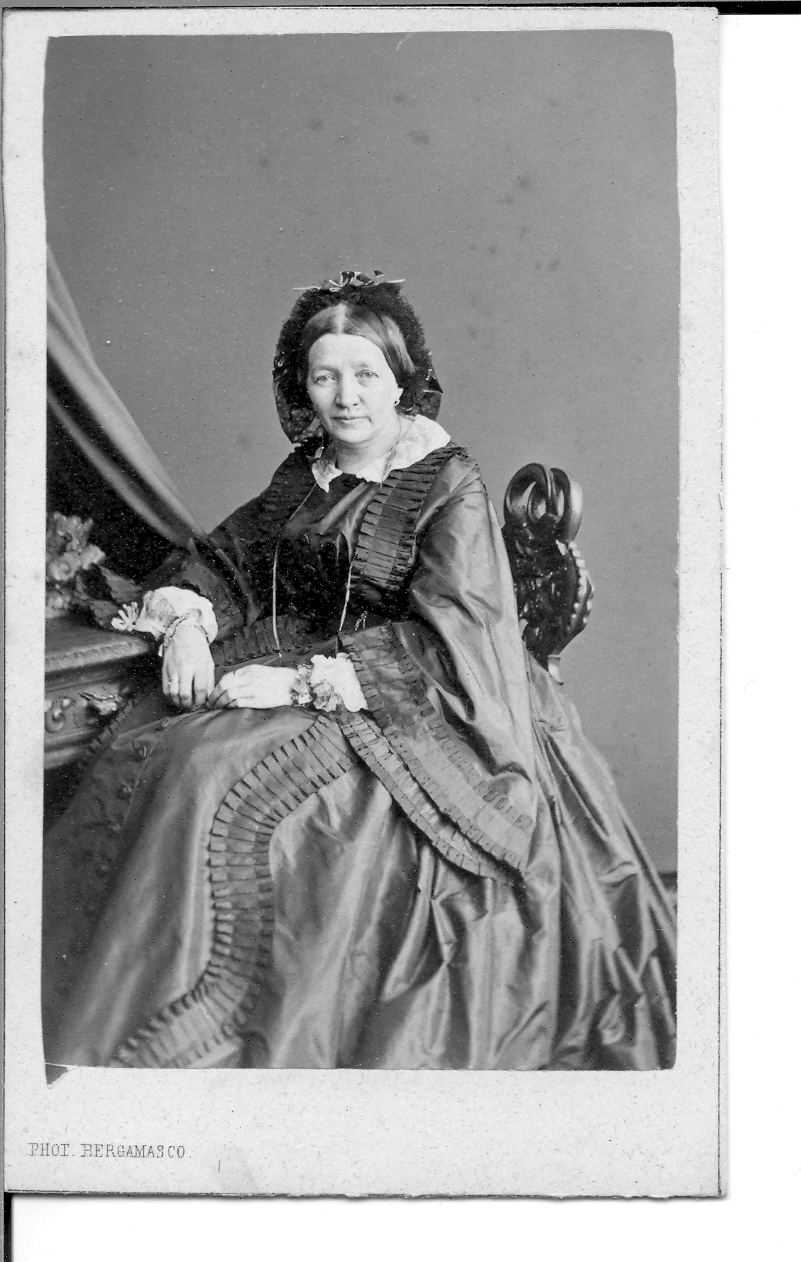
Портрет Надежды Михайловны Протасьевой (1870—1880-е годы)

## Комментарии
1. ↑  Родился 24 октября 1847 года в Саратове; при крещении 2 ноября в Вознесенско-Горянской церкви г. Саратова воспреемником был вице-губернатор Саратовской губернии статский советник Ардалион Михайлович Андреев. Окончил 6-ю московскую гимназию; затем обучался в Николаевском Училище гвардейских юнкеров; 17 июля 1867 года был выпущен корнетом в лейб-гвардии Гусарский полк.
Уволен в отставку «по домашним обстоятельствам» поручиком 18 октября 1869 года. Жил в Петербурге; 8 февраля 1879 года определён в Министерство внутренних дел; 26 января 1880 года уволен по домашним обстоятельствам, а 16 июня того же года переименован в коллежские секретари со старшинством с 7 ноября 1879 года и 29 сентября 1880 был избран почётным мировым судьёй Сапожковского уезда.
Был избран участковым мировым судьей по 3-му участку Сапожковского уезда 10 февраля 1882 года. С 1884 года — депутат Сапожковской городской думы. С 1888 года — титулярный советник. В 1890 году назначен судьёй 1-го участка Рязани. В Адрес-календаре на 1891 год он указан как титулярный советник (ТтС), [Главный] городской судья г. Рязани Рязанской губернии, Гласный губернского земского собрания. Был уволен по прошению 4 августа 1893 года. — см. БЕР АНАТОЛИЙ НИКОЛАЕВИЧ Архивная копия от 13 августа 2016 на Wayback Machine в «Генеалогической базе знаний».